# كسب القلوب والعقول

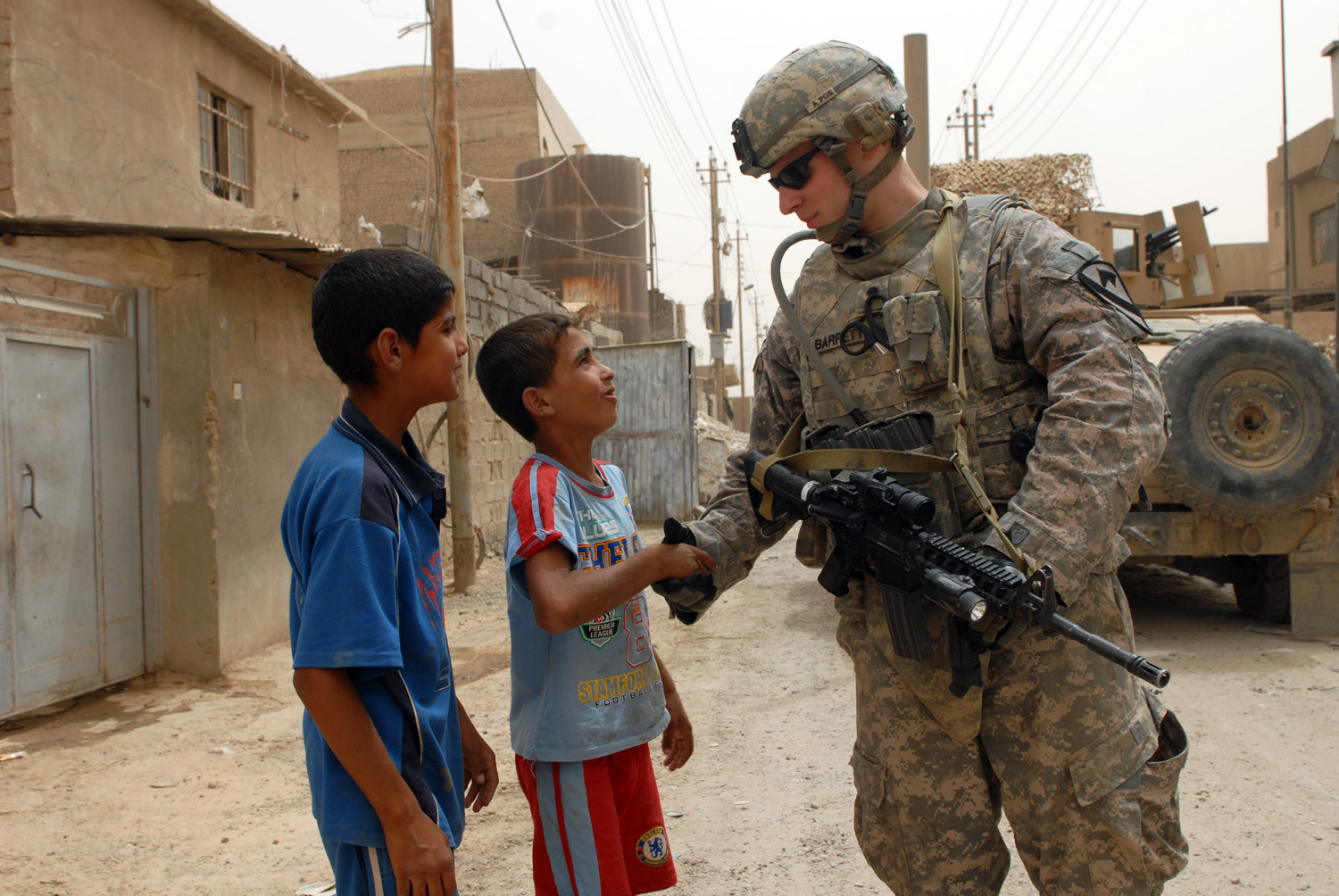
جندي من الجيش الأمريكي يحيي أطفالاً عراقيين أثناء احتلال العراق عام 2009

كسب القلوب والعقول، (بالإنجليزية: Winning hearts and minds)‏، مفهوم يشار إليه من حين لآخر، في حل الحرب، والتمرد، والنزاعات الأخرى، حيث يسعى أحد الطرفين إلى الغلبة والنصر، ليس باستخدام القوة المادية المتفوقة، بل من خلال توجيه نداءات عاطفية، أو فكرية، للتأثير على مؤيدي الجانب الآخر.

## تداول المفهوم
تم استخدام مصطلح «قلوب وعقول» للإشارة إلى طريقة لجلب السكان إلى جانبهم، لأول مرة بقلم لويس هوبرت غونزاليس لياوتي (جنرال فرنسي ومسؤول استعماري) كجزء من استراتيجيته، لمواجهة تمرد بلاك فلاغز، الحدود الصينية في عام 1895.
وأبرزها شيوعا، استخدام البريطانيين لها، خلال حالة الطوارئ المالايوية، حيث استخدموا بعض الممارسات، للحفاظ على ثقة الملايو، وتقليل ميلهم للوقوف مع الشيوعيين الصينيين العرقيين، وذلك من خلال تقديم المساعدات الطبية، والغذائية، للملايين، بما في ذلك، القبائل الأصلية. حيث ذكر تقرير بريطاني في ذلك الوقت:
كانت هناك، الكثير من الانتقادات، في ذلك الوقت بأنه «هناك الكثير من الجدل، حول القتال من أجل كسب قلوب، وعقول الملاييو، ولكن المطلوب منهم فقط هو الطاعة العمياء».

### تاريخ المصطلح
خلال الستينيات، انخرطت الولايات المتحدة  في حملة "قلوب وعقول"، في فيتنام. ألهم المصطلح الرئيس جونسون. حيث اعتاد ترديد عبارة "قلوب وعقول" بما مجموعه 28 مرة. "المرة الأولى التي استخدم فيها هذه العبارة في رئاسته، كانت في 16 يناير 1964، وآخر مرة في 19 أغسطس 1968. حيث خاطب فيها، جماهير مختلفة للغاية، بما في ذلك رؤساء الدول، وأعضاء الكونغرس، والشعب الأمريكي.
ربما إعتمد الاستخدام الأمريكي لهذه العبارة، على بيان أدلى به جون آدامز، وطني الحرب الثورية الأمريكية، والرئيس الثاني للولايات المتحدة، الذي كتب في رسالة مؤرخة 13 فبراير 1818: «حدثت الثورة قبل بدء الحرب. كانت الثورة في عقول الناس وقلوبهم. تغيير في مشاعرهم الدينية من واجباتهم، والتزاماتهم.... هذا التغيير الجذري في مبادئ، وآراء، ومشاعر الناس، هو الثورة الأمريكية الحقيقية.»